# Chlamydomonas incerta
Chlamydomonas incerta là một loài tảo trong họ Chlamydomonadaceae, thuộc chi Chlamydomonas.